# Helicoverpa minuta
Helicoverpa minuta foi uma espécie de traça da família Noctuidae. Era andémica dos Estados Unidos da América.

## Fonte
- World Conservation Monitoring Centre 1996.  Helicoverpa minuta.   2006 IUCN Red List of Threatened Species.  Acedido a 31 de Julho de 2007.